# LP 890-9
LP 890-9, còn được gọi là SPECULOOS-2 hoặc TOI-4306, là một sao lùn đỏ nằm cách Hệ Mặt Trời khoảng 105 năm ánh sáng (32 pc)  và thuộc chòm sao Ba Giang. Sao lùn đỏ LP 890-9 có khối lượng bằng 12% M☉, đường kính bằng 15% R☉ và nhiệt độ bằng 2.871 K (2.598 °C). Tính đến năm 2022, LP 890-9 là ngôi sao mát nhất thứ hai trong các ngôi sao trung tâm của một hệ hành tinh, sau TRAPPIST-1.

## Hệ hành tinh
Năm 2022, hai ngoại hành tinh được phát hiện quay xung quanh quỹ đạo của LP 890-9. Hành tinh đầu tiên, LP 890-9 b được xác định ban đầu bằng kính thiên văn TESS. Sau đó, các nhà quan sát đã thực hiện các quan sát sâu hơn bằng cách sử dụng SPECULOOS, họ đã xác nhận hành tinh này và đồng thời phát hiện ra hành tinh thứ hai LP 890-9 c. Bộ đôi hành tinh này có khả năng là hành tinh đất đá giống với Trái Đất nhưng lớn hơn một chút. Hành tinh bên ngoài LP 890-9 c có quỹ đạo quay nằm trong vùng có thể sinh sống được và nó là mục tiêu thuận lợi để xác định đặc trưng khí quyển bằng JWST.
LP 890-9 b có kích thước lớn hơn Trái Đất khoảng 30% và mất 2,7 ngày để hoàn tất vòng quay quanh sao trung tâm. LP 890-9 c có bán kính lớn hơn khoảng 30% - 40% so với Trái Đất và mất 8,4 ngày để hoàn tất vòng quay quanh sao trung tâm. Một mặt của LP 890-9 c bị khóa chặt về hướng SPECULOOS-2, có nghĩa là một mặt của hành tinh luôn nhận được ánh sáng và mặt còn lại sẽ luôn chìm trong bóng tối.
| Thiên thể đồng hành (thứ tự từ ngôi sao ra) | Khối lượng | Bán trục lớn (AU) | Chu kỳ quỹ đạo (ngày)          | Độ lệch tâm | Độ nghiêng           | Bán kính              |
| ------------------------------------------- | ---------- | ----------------- | ------------------------------ | ----------- | -------------------- | --------------------- |
| b                                           | <13,2 M🜨   | 0,01875±0,00010   | 2,7299025+0,0000034 −0,0000040 | —           | 89,67+0,22 −0,33°    | 1,320+0,053 −0,027 R🜨 |
| c                                           | <25,3 M🜨   | 0,03984±0,00022   | 8,457463±0,000024              | —           | 89,287+0,026 −0,047° | 1,367+0,055 −0,039 R🜨 |